# Persönlichkeiten des Pietismus
Der Pietismus ist nach der Reformation die wichtigste Reformbewegung im kontinentaleuropäischen Protestantismus.
Zur pietistischen Bewegung gehören zahlreichen Persönlichkeiten, die diese Bewegung beeinflusst haben und/oder von dieser beeinflusst wurden.
Sie sollen im Folgenden systematisch aufgeführt werden, sofern ihre Wirksamkeit von überregionaler Bedeutung war bzw. ist:

## Reformierte Pietisten von 1660–1780
- Samuel Heinrich König (1671–1750) – Pfarrer in Bern und Hessen, Professor der Orientalistik und Mathematik
- Friedrich Adolf Lampe (1683–1709) – Pfarrer, Theologieprofessor, Kirchenlieddichter und Autor in Bremen und Utrecht
- Samuel Lutz (1674–1750) – Pfarrer und Schriftsteller im Kanton Bern
- Joachim Neander (1650–1680) – Pfarrer, Kirchenlieddichter und Komponist in Bremen
- Samuel Nethenus (1628–1707) – Pfarrer in den Niederlanden und am Niederrhein
- Gerhard Tersteegen (1697–1769) – Weber, Laienprediger, Mystiker, Autor und Kirchenlieddichter am Niederrhein
- Theodor Undereyck (1635–1693) – Pfarrer und Schriftsteller am Niederrhein und in Bremen[2].

## Lutherische Pietisten von 1670–1780
- Joachim Feller (1638–1691) – Theologe, Historiker, Philologe, Poet, Bibliotheksleiter und Universalgelehrter in Leipzig
- Hermann Jung (1608 oder 1609–1678) – Pfarrer und Lehrer in den Niederlanden
- Philipp Jacob Spener (1635–1705)[3] Theologe, Genealoge und Heraldiker
- Georg Friedrich Rogall (1701–1733) – Theologe in Ostpreußen
- Franz Albert Schultz (1692–1763) – Rektor und Schuldgründer in Preussen
- Johann Friedrich Starck (1680–1756) – Kirchenlieddichter und Schriftsteller
- Heinrich Ernst zu Stolberg-Wernigerode (1716–1778) – Graf, Domherr und Kirchenlieddichter
- Anton Heinrich Walbaum (1696–1753) – Lehrer und Hofrat

### Hallische Pietisten
- Carl Hildebrand von Canstein (1667–1719) – Freiherr, Hofrat und Stifter der Cansteinschen Bibelanstalt
- August Hermann Francke (1663–1727) – Pfarrer, Lehrer und Kirchenlieddichter[4]
- Gotthilf August Francke (1696–1769) – Theologe und Pädagoge
- Johann Julius Hecker (1707–1768) – Pfarrer und Pädagoge
- Johann Daniel Herrnschmidt (1675–1723) – Pfarrer und Kirchenlieddichter
- Heinrich Plütschau (1676–1752) – mit Ziegenbalg erster deutscher Missionar in Indien
- Samuel Urlsperger (1685–1772) – Leiter des Geistlichen Ministeriums in Augsburg
- Bartholomäus Ziegenbalg (1682–1719) – erster deutscher Missionar in Indien

### Württembergische Pietisten
- Johann Albrecht Bengel (1687–1752) – Theologe und Pädagoge
- Johann Christoph Blumhardt (1805–1880) – Pfarrer und Kirchenlieddichter
- Johann Friedrich Flattich (1713–1797) – Pfarrer
- Johann Ludwig Fricker (1729–1766) – Pfarrer
- Christoph Ulrich Hahn (1805–1881) – Pfarrer und Förderer der Inneren Mission
- Johann Michael Hahn (1758–1819) – einflussreicher Denker und Gründer der bis heute existierenden Hahn'schen Gemeinschaften
- Philipp Matthäus Hahn (1739–1790) – Pfarrer und Ingenieur
- Philipp Friedrich Hiller (1699–1769) – Pfarrer und Liederdichter
- Johann Andreas Hochstetter (1637–1720) – Pfarrer und Professor in Tübingen
- Ludwig Hofacker (1798–1828) – Pfarrer und Initiator der Stuttgarter Predigerkonferenz
- Wilhelm Hofacker (1805–1848) – Pfarrer in Stuttgart
- Gottlieb Wilhelm Hoffmann (1771–1846) – Gründer und erster Vorsteher der unabhängigen Gemeinde Korntal
- Sixt Karl Kapff (1805–1879) – Pfarrer, Kirchenpolitiker und Förderer der Inneren Mission
- Albert Knapp (1798–1864) – Pfarrer, Publizist, Liederdichter
- Immanuel Gottlieb Kolb (1784–1859) – Herausgeber des Hahn-Nachlasses, Ehrenbürger von Dagersheim und Korntal
- Johann Ludwig Krapf (1810–1881) – Afrikaforscher und Missionar
- Johann Jacob Moser (1701–1785) – Staatsrechtler
- Friedrich Christoph Oetinger (1702–1782) – Pfarrer
- Beate Paulus, geb. Hahn (1778–1842) – Pfarrfrau, Verfasserin diverser Wochenbücher, Tochter von Philipp Matthäus Hahn
- Christian Gottlob Pregizer (1751–1824) – Pfarrer und Gründer der bis heute bestehenden Pregizer Gemeinschaften
- Johann Georg Rapp (1757–1847) – Separatistenführer
- Charlotte Reihlen, geb. Mohl (1805–1868) – Initiatorin diverser diakonischer und missionarischer Einrichtungen
- Jeremias Friedrich Reuß (1700–1777) – Theologieprofessor in Tübingen
- Johann Friedrich Rock (1678–1749) – Führer der Inspirationsbewegung, in Württemberg geboren
- Friedrich Christoph Steinhofer (1706–1761) – Pfarrer
- Gustav Werner (1809–1887) – Pfarrer und Sozialreformer

### Vertreter der Herrnhuter Brüdergemeine
- Christian David (1692–1751) – Zimmerer, Gründer von Herrnhut und Missionar in Grönland, Holland, Lettland und Pennsylvania
- Henriette Catharina von Gersdorff (1648–1726) – Großmutter Zinzendorfs
- Anna Nitschmann (1715–1760) – Leiterin der Frauen und zweite Ehefrau von Zinzendorf
- David Nitschmann (1695–1772) – Missionar und erster Bischof
- August Gottlieb Spangenberg (1704–1792) – Bischof und Nachfolger von Zinzendorf
- David Zeisberger (1721–1808) – Missionar und Dolmetscher indigener Sprachen
- Nikolaus Graf von Zinzendorf (1700–1760) – Gründer und Bischof[5]

## Radikale Pietisten
- Gottfried Arnold (1666–1714. Hauptwerk: Unparteiische Kirchen- und Ketzerhistorie) war der Wegbereiter einer modernen, kritischen kirchengeschichtlichen Forschung
- Johann Konrad Dippel (1673–1734. Posthume Gesamtausgabe: Eröffneter Weg zum Frieden mit Gott und allen Creaturen, Berleburg 1747, 3 Bände).
- Eberhard Ludwig Gruber (1665–1728. Führungspersönlichkeit der Inspirierten)
- Johann Jacob Haug: (1690–1756. Wichtigster Initiator der Berleburger Bibel, einer Bibelausgabe mit Kommentaren, die im Radikalen Pietismus allgemein gelesen wurde)
- Ernst Christoph Hochmann von Hochenau (1670–1721)
- Jean de Labadie (1610–1674. Separatist innerhalb der reformierten Kirche, Gründer der Labadisten)
- Alexander Mack (1679–1735. Begründer und Führer der Schwarzenauer Neutäufer)
- Johann Daniel Müller (1716−nach 1786. Konzertdirektor in Frankfurt am Main im Umkreis des jungen Goethe, Begründer der Vereinigungskirche „Offenbarung Christi“ und Autor von mindestens 27 Büchern, darunter Elias mit dem Alcoran Mahomeds).
- Johann Wilhelm Petersen (1649–1727) und seine Ehefrau Johanna Eleonora von Merlau (1644–1724)
- Johann Henrich Reitz: (1665–1720. Bibelübersetzer und Schriftsteller, Hauptwerk: Historie der Wiedergebohrnen)
- Johann Friedrich Rock (1678–1749. Führungspersönlichkeit der Inspirierten)
- Johann Jakob Schütz (1640−etwa 1690. Führungspersönlichkeit der Frankfurter Separatisten, der „Saalhofpietisten“)
- Charles Hector de St George Marquis de Marsay (1688–1753) und seine „Eheschwester“ Clara von Callenberg
- Johann Tennhardt (1661–1720)

## Spätpietisten und geistesverwandte Personen zwischen 1780 und 1820
- Matthias Claudius (1740–1815) – Dichter und Journalist
- Samuel Collenbusch (1724–1803) – Arzt in Duisburg und Schwelm
- Johann Heinrich Jung-Stilling (1740–1817) – Augenarzt, Staatsrechtler, Wirtschaftswissenschaftler und Schriftsteller
- Friedrich Gottlieb Klopstock (1724–1803) – Dichter
- Johann Kaspar Lavater (1741–1801) – Pfarrer, Philosoph und Schriftsteller in Zürich
- Johann Friedrich Oberlin (1740–1826) – Pfarrer, Pädagoge und Sozialreformer im Elsass
- Christian Friedrich Spittler (1782–1867) – Sekretär der Basler Christentumsgesellschaft und Gründer der Basler Mission
- Johann August Urlsperger (1728–1806) – Pfarrer, Gründer und Förderer der Deutschen Christentumsgesellschaft in Basel
- Thomas Wizenmann (1759–1787) – Theologe, Philosoph und Schriftsteller

## Die Erweckten des 19. Jahrhunderts
- Samuel Elsner (1778–1856), Kaufmann und Verleger in Berlin
- Ernst Ludwig von Gerlach (1795–1877), Publizist, Richter und Politiker
- Alois Henhöfer (1789–1862), Pfarrer und Mitbegründer von Waisen- und Diakonissenhäusern
- Johannes Jaenicke (1748–1827), Pfarrer, Gründer einer Missionsschule und Bibelgesellschaft in Berlin
- Gustav Knak (1806–1878), Pfarrer, Erweckungsprediger, Missionsförderer und Kirchenlieddichter
- Baron Hans Ernst von Kottwitz (1757–1843), Philanthrop und Mitbegründer diakonischer und missionarischer Werke in Berlin
- Juliane von Krüdener (1764–1824), Adelige und Schriftstellerin
- Friederike von Reden (1774–1854), Gründerin sozialer und landwirtschaftlicher Werke
- Friedrich August Gottreu Tholuck (1799–1877), Theologieprofessor in Halle
- Johann Heinrich Volkening (1796–1877), Pfarrer in Gütersloh und Bielefeld
- Johann Hinrich Wichern (1808–1881), Pfarrer, Pädagoge, Sozialreformer und Vordenker der Inneren Mission in Hamburg

## Neupietisten vom ausgehenden 19. bis in die Gegenwart

### In Deutschland
- Wilhelm Busch (1897–1966), Pfarrer in Essen, Evangelist und Schriftsteller
- Karl Heim (1874–1958), Theologe und Professor für Systematische Theologie in Tübingen
- Remmer Janssen (1850–1931), ostfriesischer Pfarrer und Erweckungsprediger
- Samuel Keller (1856–1924), Schweizer Pfarrer, Evangelist und Schriftsteller
- Christoph Kukat (1844–1914), ostpreußischer Erweckungsprediger
- Ernst Modersohn (1870–1948), Pfarrer, Evangelist und Schriftsteller in Mülheim und Bad Blankenburg
- Elias Schrenk (1831–1913), schwäbischer Kaufmann, Missionar und Erweckungsprediger

### In der Schweiz
- Franz Eugen Schlachter (1859–1911), Prediger der Evangelischen Gesellschaft, Schriftsteller und Bibelübersetzer
- Karl Stettler-von Rodt (1802–1870), Berner Patrizier und Mitbegründer der Evangelischen Gesellschaft des Kantons Bern

### In Russland
- Eduard Wüst (1818–1859), Erweckungsprediger unter den deutschsprachigen Mennoniten in der Ukraine, aus denen unter seinem Einfluss die Mennonitischen Brüdergemeinden hervorgingen

## Deutsche Pfingstbewegung
- Jonathan Paul (1853–1931) – Pfarrer, Zeltmissionar und Gründungsgestalt der deutschen Pfingstbewegung

## Vom Pietismus beeinflusste Denker/Theologen
- Immanuel Kant (1724–1804) – Philosoph, Schriftsteller und Professor für Logik und Metaphysik in Königsberg
- Friedrich Hölderlin (1770–1843) – Dichter
- Friedrich Wilhelm Joseph Schelling (1775–1854) – Philosoph, Anthropologe, Hochschullehrer und Vertreter des Deutschen Idealismus
- Franz von Baader (1765–1841) – Arzt, Bergbauingenieur und Philosoph in München
- Rudolf Kögel (1829–1896) – Theologe, Kanzelredner und Hofprediger in Berlin
- Friedrich Schleiermacher (1768–1834) – Theologe, Altphilologe, Philosoph, Publizist, Staatstheoretiker, Kirchenpolitiker und Pädagoge in Berlin

## Vom Pietismus beeinflusste Politiker
Genannt seien exemplarisch
- der Reichskanzler Georg Michaelis (1857–1936)
- der ehemalige deutsche Bundespräsident Gustav Heinemann (1899–1976), geprägt durch die Pfarrer Friedrich Graeber und Wilhelm Busch in Essen/Ruhr
- der ehemalige deutsche Bundespräsident Johannes Rau (1931–2006), Sohn eines Wuppertaler Kaufmanns und nebenamtlichen Predigers
- die Politologin Christina Rau, geborene Delius (* 1956), Enkelin von Gustav Heinemann und Ehefrau von Johannes Rau